# Guet aérien armé
Pour un article plus général, voir Avion bombardier d'eau.
En France, on parle de guet aérien armé ou « GAAR », pour désigner la veille aérienne préventive, soutes pleines par les avions bombardiers d'eau.
En mission de GAAR, l'ABE suit un circuit préétabli, survolant les zones à risque, pour surveiller tout signe d'apparition ou de développement d'un incendie. S'il en détecte un (flamme ou fumée, annonciateurs avec probabilité élevée d'un feu naissant), il informe son COZ de rattachement et il effectue un largage, dont le but est d'essayer de « tuer » le feu avant son extension. Il a donc un double rôle de détection et d'action significative à délai minimum contre les éclosions.
Durant leur parcours les avions du GAAR peuvent être appelés à traiter des feux récemment établis :
- qui auraient échappé à la vigilance d'un aéronef précédent, ou qui se seraient développés après son largage,
- situés sur un front difficilement accessible, non encore traité par les autres ABE,
- en protection d'une zone répertoriée (lotissement, camping, centre de vacances...) ou d'une équipe au sol menacée d'encerclement par les flammes (les hommes se réfugiant dans leurs camions-citernes forestiers).

Le GAAR et sa conséquence logique (abandon de l'ancienne doctrine selon laquelle les moyens aériens ne doivent être utilisés « qu'en présence de troupes au sol ») ont été officiellement proposés comme nouvelle méthode de lutte contre les feux de forêt par le capitaine de vaisseau E. Cucchi, commandant le Bataillon de marins-pompiers de Marseille, dans les rapports « feux de forêt » numéro 2200 IDSIS du 3 septembre 1979 et numéro 3362 du 24 novembre 1980, adressés à M. le Préfet de la Région PACA, Préfet des Bouches du Rhône, cabinet DDSC.
Ils ont été développés et commentés dans le quotidien français Le Monde du 29 juillet 1986, page neuf, sous le titre « Mieux utiliser les bombardiers d'eau », ainsi que dans la « Revue générale de sécurité » aujourd'hui disparue, no 25 (juillet 1983), no 65 (juillet 1987) et no 77 (octobre 1988).
En 2020, la Sécurité civile française disposait de seize avions bombardiers d'eau, représentant une capacité de 112 000 litres. Cette capacité a été portée en 2022 à 19 appareils.
Depuis avril 2017, la base des ABE a déménagé de l'aéroport Marseille-Provence vers l'aéroport de Nîmes-Garons. Cette décision a été prise notamment en raison des contraintes que posent les décollages et atterrissages prioritaires, devenus problématiques sur la plate-forme aéroportuaire déjà bien chargée de Marseille. Les ABE ont rejoint la flotte d'hélicoptères de la Sécurité civile qui était déjà stationnée à Nîmes,.

## Appareils utilisés
En juillet 2022, la flotte comprend douze Canadair CL-415, et huit Dash 8 Q400 en sus des appareils loués par les collectivités territoriales et Services d'Incendie et de Secours.

### PBY-5A
- Pélican blanc : no 1684, F-ZBAQ, entré en service en 1963, perdu sur l'étang de Berre le 8 août 1967.
- Pélican rouge :
  - no CV449, immatriculé F-ZBAR, entré en service en 1963, abîmé le 4 juillet 1964 à la suite d'une fausse manœuvre et non réparable.
  - no CV249, loué pour la saison 1966–1967 et immatriculé F-ZBAR, puis re-loué en 1968–1969 et immatriculé F-ZBBC
- Pélican Gris : 
  - no CV281, loué en 1966–1967 sous l'immatriculation F-ZBAX
  - no 1640, loué en 1968, F-ZBBE
- Pélican Bleu : no CV283, loué en 1966–1967, F-ZBAY, puis loué en 1968–1969, F-ZBBD
- Pélican Noir : BuA 64064 (Modèle 28-5, en fait une cellule de PBY-6 avec une queue de PBY-5A), appareil loué en 1966–1967, F-ZBAZ, puis acheté fin 1967 et démobilisé en 1976.

### PBY-6A
- Pélican Vert : BuA 64017, F-ZBAV, entré en service en 1964, posé sur le ventre le 4 août 1964 à la suite d'une panne d'alimentation en essence et réparé, démobilisé en 1974.
- Pélican Jaune : BuA 64097,F-ZBAW, entré en service en 1964, démobilisé en 1975.

### Pilatus PC-6
En été 1977, le Service départemental d'incendie et de secours de Haute-Corse en France signe un contrat avec Air Alpes pour la mise en place à Calvi de deux Pilatus PC-6 destinés à la lutte contre les feux de forêts en Balagne. Ces avions avaient une mission de « guet armé », c'est-à-dire : surveillance, signalement des départs de feu et intervention immédiate. Pour cela, ils étaient équipés d'un réservoir de 1 000 litres installé en cabine. Ces 1 000 litres pouvaient être largués en quelques secondes par l'intermédiaire d'une trappe située sous le fuselage de l'appareil.

### Grumman S2F Tracker / Conair Firecat
Initialement construits comme avions de lutte anti-sous-marine par Grumman sous le nom de S2F Tracker, ces avions ont été modifiés pour la lutte anti-incendie après leur retrait du service par les forces armées. Il y a eu 2 programmes de modifications distincts :
- les appareils transformés aux États-Unis à la demande du California Department of Forestry and Fire Protection (en), dont le premier vol a eu lieu en 1974. Plusieurs dizaines d'avions furent utilisés et, à la fin des années 1980, ces avions commencèrent à être remplacés par le S2-T développé par la société Marsh Aviation (avions remotorisés avec des turbopropulseurs Garrett TPE331).
- les appareils transformés par la société canadienne Conair Aviation (en) sous la désignation Firecat, et dont le premier vol a eu lieu en 1978. Le réservoir de retardant a une capacité de 3 400 litres et comprend 4 soutes qui peuvent être utilisées ensemble ou séparément. Equipés de doubles commandes, ils sont cependant généralement pilotés par un seul pilote bien qu'un copilote ou un observateur (pompier) puisse également être présent à bord. En 1988 apparut le Turbo Firecat (ou Turbo Tracker), équipés de turbopropulseurs Pratt & Whitney PT6A de 1600 chevaux à la place des moteurs à pistons d'origine. Les Firecat ont été convertis en Turbo Firecat entre 1989 et 1995. Ces avions ont notamment été utilisés par la Sécurité Civile française à partir de 1982, les derniers exemplaires restants étant retirés du service en février 2020 à la suite de problèmes de fissures dans le train d'atterrissage. Leur historique complet figure ci-dessous :
- Firecat Tracker T1 : no 008, F-ZBAZ, entré en service en 1982, converti en 1995
 → Turbofirecat Tracker 01 : accidenté au décollage à Marignane le 10 septembre 1998, et reconstruit en 2000.
- Firecat Tracker T2 : no 009, F-ZBAU, 1982 (réformé fin septembre 2006, vendu le 30 novembre à la ville de Saint-Victoret, déjà propriétaire de Pélican 46).
- Firecat Tracker T3 : no 010, F-ZBAT, 1982, perdu en Corse le 23 septembre 1990.
- Firecat Tracker T4 : no 013, F-ZBEG, 1983, perdu dans les Alpes-Maritimes le 18 juin 1989.
- Firecat Tracker T5 : no 014, F-ZBEH, 1983, démobilisé en 1989, Conair C-FEFK.
- Firecat Tracker T6 : no 015, F-ZBEI, 1983, perdu dans les Bouches-du-Rhône le 20 août 1985.
- Firecat Tracker T7 : no 017, F-ZBEY, 1984, converti en 1996 
 → Turbofirecat Tracker 07.
- Firecat Tracker T8 : no 018, F-ZBEZ, 1984, perdu dans les Bouches-du-Rhône le 13 juin 1987.
- Firecat Tracker T9 : no 021, F-ZBEX, 1985. Le 24 janvier 1988, cet appareil percuta une ligne à haute tension en Corse et un câble de celle-ci « tronçonna » à moitié le fuselage et abîma les moteurs. L'avion arriva à se traîner jusqu'au terrain de Bastia et put être réparé. Converti en 1996
 → Turbofirecat Tracker 24 : F-ZBMA depuis 2000.
- Firecat Tracker 10 : no 024, F-ZBBL, 1986, converti en 1990
 → Turbofirecat Tracker 19 perdu sur feu durant l'été 2005.
- Firecat Tracker 11 : no 025, F-ZBEW, 1987, converti en 1993
 → Turbofirecat Tracker 11
- Firecat Tracker 12 : no 026, F-ZBDA, 1987, converti en 1991
 → Turbofirecat Tracker 21, puis rebaptisé en 1993
 → Turbofirecat Tracker 12 : F-ZBAP, pour éviter la confusion avec Pélican 21.
- Firecat Tracker 14 : no 027, F-ZBAA, 1987, converti en 1993
 → Turbofirecat Tracker 22.
- Firecat Tracker 15 : no 028, F-ZBET, 1987, converti en 1989
 → Turbofirecat Tracker 15 : posé sur le ventre à Cannes le 11 septembre 2001 et réparé.
- Turbofirecat Tracker 16 : no 020, F-ZWVK, F-ZBFO, 1988, perdu en Corse le 25 août 1996.
- Turbofirecat Tracker 17 : no 032, F-ZBFE, 1989, perdu en Ardèche le 20 août 2005.
- Turbofirecat Tracker 18 : no 033, F-ZBFI, 1990, détruit le 19 juin 1996 dans un incendie au sol, à la suite d'un court-circuit électrique.
- Turbofirecat Tracker 19 : no 024, F-ZBBL, ex-Tracker 10, perdu dans le Var le 19 juillet 2005.
- Turbofirecat Tracker 20 : no 035, F-ZBEH, 1991 (remplaçant du T5)
- Turbofirecat Tracker 21 : no 026, F-ZBDA[7], ex- et futur Tracker 12.
- Turbofirecat Tracker 22 : no 027, F-ZBAA, ex Tracker 14, il s'est crashé le  2 août 2019 en intervenant sur des feux de forêt à Générac dans le Gard. Le pilote est décédé[8].
- Turbofirecat Tracker 23 : no 036, F-ZBCZ, ex Tracker 77.
- Turbofirecat Tracker 24 : no 021, F-ZBMA, ex-Tracker T9 stocké en attente chez Conair 1995–2000.
- Turbofirecat Tracker 77 : no 036, F-ZBCA, 1996 (remplaçant du 18), devenu Tracker 23 en 1997.

### De Havilland Canada DHC-8 Q400 MR «Dash 8»

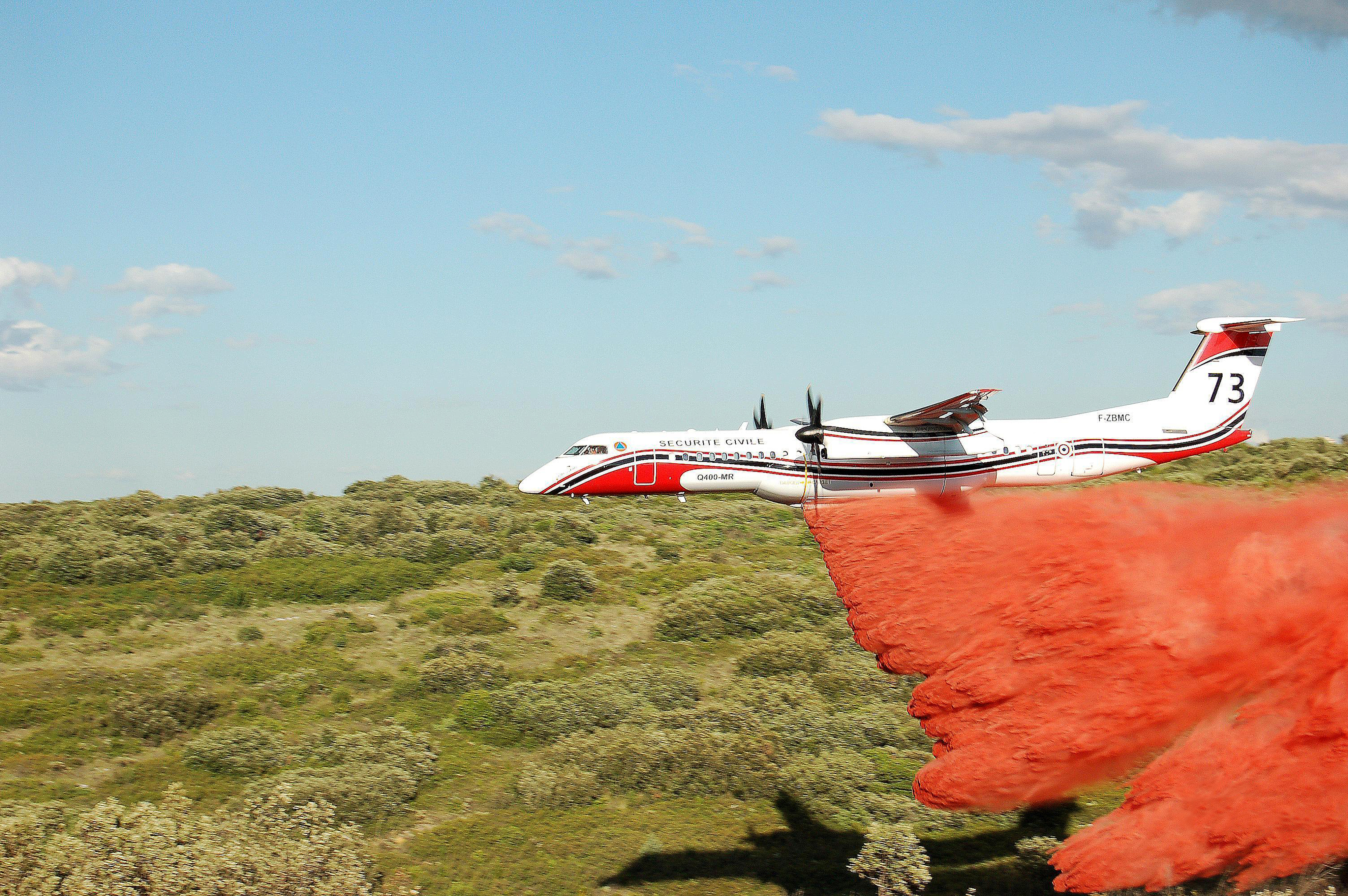
Dash 8 larguant du retardant sur le Camp des Garrigues en 2006

Le Dash 8 a été choisi en 2005, de préférence au Beriev 200, pour remplacer les Fokker 27. C'est un avion de transport régional, équipé d'une soute d'une capacité de 10 tonnes. Ce choix a été critiqué en raison de sa limitation à 2 g en ressource, contre 3,25 g pour les autres appareils de la Sécurité civile.
La Sécurité Civile utilise donc deux Dash 8 à partir de la saison 2005. Ils portent l'indicatif « Milan 73 » et « Milan 74 », prenant ainsi la suite des F-27 « Pélican 71 » et « Pélican 72 ». En juillet 2017, on annonce l’achat de six autres appareils de ce type pour remplacer les Tracker, qui doivent être retirés du service d'ici 2021. Ces nouveaux Dash 8 ont des capacités améliorées, notamment pour les évacuations sanitaires, et sont désignés Q400 MRE. Le premier est livré en 2019.
- Milan 73 : no 4040, F-ZBMC, 2005 ;
- Milan 74 : no 4043, F-ZBMD, 2005 ;
- Milan 75 : no 4577, F-ZBMH, 2019 ;
- Milan 76 : no 4597, F-ZBMI, 2020 ;
- Milan 77 : n° 4609, F-ZBMJ, 2020 ;
- Milan 78 : n° 4623, F-ZBMK[11], 2022[12] ;
- Milan 79 : n° 4631[13], F-ZBML, 2022[14];
- Milan 80 : n° 4633, F-ZBMM, 2023.

L'indicatif radio MILAN que portent les Dash est en rapport avec le rapace le Milan Royal dont on pouvait voir la tête dessinée sur l'empennage Milan 73 avant d'être repeint aux nouvelles couleurs de la Sécurité Civile.